# Mord ist ihr Hobby: Zahn um Zahn
Zahn um Zahn (Originaltitel: To the Last Will I Grapple with Thee) ist eine Episode der Kriminalfilm-Reihe Mord ist ihr Hobby aus dem Jahr 1992.

## Handlung

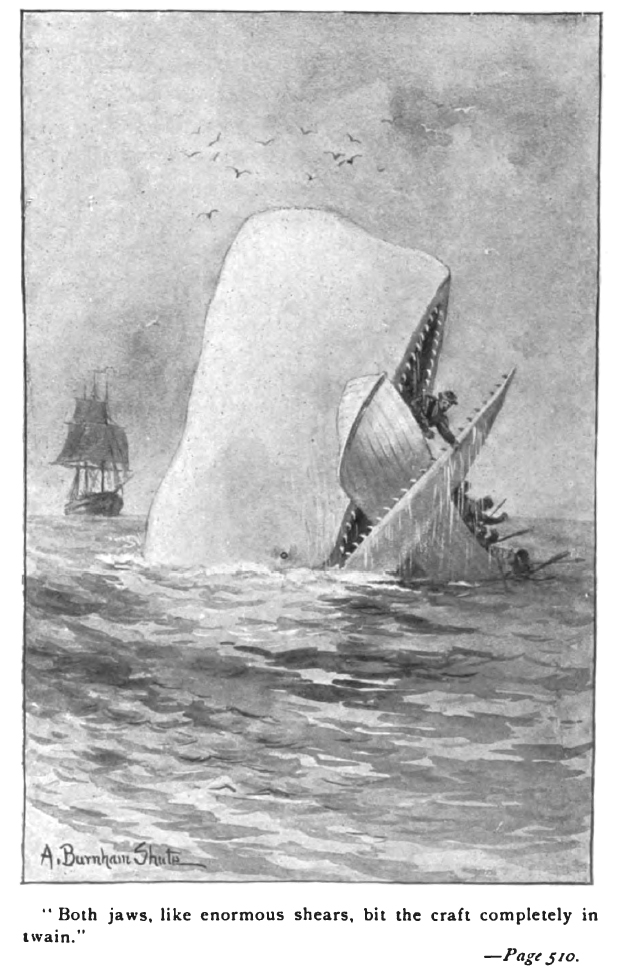
Illustration aus einer Ausgabe von Moby Dick

Jessica Fletcher hält erneut einen Vortrag an der Universität in Manhattan. Sie wird dabei überrascht durch ihren Kollegen Sean Cullane. wie er, anlässlich ihres Geburtstages, mit einer großen Torte hereinkommt. Er ist ein irischer Polizist, der jetzt im Ruhestand ist. Seine berufliche Laufbahn hatte er in Dublin absolviert, anschließend war er, im Rahmen eines Austauschprogrammes, in die USA gekommen. Abends feiert er mit Jessica in Fenians Chase Irish Pub ihren Geburtstag, wo sie auch seine Tochter Kathleen kennenlernt.
In der Folgezeit kommt es mehrfach, in der Universität und im Pub, zu unangenehmen Zusammentreffen von Sean mit Michael O’Connor, bei denen er Jessicas Freund provoziert. Von ihm bekommt sie später die Hintergründe erläutert. Sean und Michael kommen beide aus demselben Dorf in Irland und sind gemeinsam aufgewachsen. Während er zur Polizei ging, verfolgte Michael eine eher kriminelle Karriere, in deren Verlauf er zwei Jahre im Gefängnis saß. Beide waren auch in dasselbe Mädchen verliebt, das sich für Sean entschied, und, bis zu ihrem Tode, mit ihm verheiratet war. Vor kurzer Zeit hatte Michael seinen geringen Besitz in Irland verkauft, um, gemeinsam mit seinem Neffen Ian, in Manhattan eine kleine Baufirma zu eröffnen, die sich um die Renovierung alter Häuser kümmern wollte. Aus Sicht von Sean wird er von Michael für all das verantwortlich gemacht, was in seinem Leben schiefgegangen war. Da Sean, leichtfertigerweise, zu Michael gesagt hatte, er würde ihn umbringen, wird er von ihm bei der Polizei angezeigt. Was er dabei nicht angegeben hatte, war der Anlass der Äußerung, bei der es um Kathleen gegangen war.
Nachdem die Nachbarschaft ein entsprechendes Geräusch gehört hatte, kommt die Polizei dorthin. Sie findet Michaels Leiche in einem der Häuser, in denen er am Renovieren war. Die Todesursache war ein Schuss in seinen Kopf. Nachdem der Polizei ein Video zugeschickt worden war, auf dem Sean von Michael beschuldigt wurde, Schuld zu sein, sollte ihm etwas Schlimmes geschehen, wird er vom ermittelnden Polizisten Parnell in Untersuchungshaft genommen.
Nun beginnt Jessica zu recherchieren. Sie stößt dabei auf Finn Dawley, einen Kredithai, der von Ian viel Geld zu bekommen hatte. Mit Hilfe des Eigentümer des Pubs, Patrick McNair, findet sie heraus, dass bei Michael ein Gehirntumor entdeckt worden war und er nicht mehr lange zu Leben hatte. Anhand von Details auf dem Video erkennt sie, dass Michael Selbstmord begangen hatte. Sie fordert Parnell auf, ein Loch in eine Wand zu schlagen. Hinter dieser findet er die Schusswaffe und somit ist Sean entlastet.
Die Folge endet mit einem Zitat aus Herman Melvilles Moby-Dick, in dem Captain Ahab dem weißen Wal, aus purem Hass, entgegenruft: Bis zum letzten Atemzug kämpfe ich mit Dir. Voll des Hasses spucke ich Dir meinen letzten Atemzug ins Gesicht.

## Besetzung und Synchronisation
Die deutschsprachige Synchronfassung der Staffel entstand bei der Hermes Synchron in Potsdam unter der Dialogregie und nach Dialogbüchern von Almut Eggert, Frank Wesel und Anja Rohe.
| Figur              | Darsteller       | Deutscher Sprecher |
| ------------------ | ---------------- | ------------------ |
| Jessica Fletcher   | Angela Lansbury  | Dagmar Altrichter  |
| Gaststars          |                  |                    |
| Sean Cullane       | George Hearn     | Jürgen Thormann    |
| Finn Dawley        | Mark Rolston     | Michael Christian  |
| Ian O’Connor       | Cameron Dye      | Jörg Hengstler     |
| Kathleen Cullane   | Sharon Mahoney   | Ulrike Mai         |
| Lt. Parnell        | Cliff Gorman     | Frank Ciazynski    |
| Michael O’Connor   | Richard Lynch    | Kurt Goldstein     |
| Patrick MacNair    | John Karlen      | Peter Neusser      |
| Weitere Darsteller |                  |                    |
| Polizist           | Ken Gerson       | Andreas Hosang     |
| Polizist           | Michael O. Smith | Kaspar Eichel\|    |

## Trivia
Dieses ist die erste von zwei Folgen, in denen die Figuren Jessica Fletcher und Sean Cullane gemeinsam auftreten. Die andere ist The Wind Around the Tower.